# Anopheles chiriquiensis
Anopheles chiriquiensis este o specie de țânțari din genul Anopheles, descrisă de William H.W. Komp în anul 1936.
Este endemică în Panama. Conform Catalogue of Life specia Anopheles chiriquiensis nu are subspecii cunoscute.